# Piercia leptoyphes
Piercia leptoyphes là một loài bướm đêm trong họ Geometridae.